# Луаштанги
Луаштанги — река в России, протекает по территории Юшкозерского сельского поселения Калевальского района Республики Карелии. Длина реки — 25 км, площадь водосборного бассейна — 112 км².
Река берёт начало из болота без названия и делее течёт преимущественно в юго-восточном направлении по заболоченной местности.
Река в общей сложности имеет десять малых притоков суммарной длиной 21 км.
Втекает на высоте 114,9 м над уровнем моря в озеро Хайколя, через которое протекает река Кепа.
В нижнем течении Луаштанги пересекает дорогу местного значения 86К-3 («Р21 Автомобильная дорога Р-21 „Кола“ — Калевала — Лонка»).
Населённые пункты на реке отсутствуют.
Код объекта в государственном водном реестре — 02020000912102000004379.